# Lancia Delta-20/30HP
Der Lancia Delta-20/30HP war ein Automobil von Lancia aus dem Jahre 1911.
Der Delta war das Nachfolgemodell des Lancia Gamma-20HP. Der Wagen basierte weitgehend auf dem Vorgängermodell; die wichtigste Änderung war der 4,1-Liter-Motor. Lancia fertige den Delta in zwei Versionen, mit einem langen bzw. einem kurzen Radstand. Das Fahrzeug erreichte eine Spitzengeschwindigkeit von 115 km/h.